# Frank O'Hara
Frank O'Hara, celým jménem Francis Russell O'Hara (27. března 1926 Baltimore – 25. července 1966 Mastic Beach) byl americký básník, hudebník a výtvarný teoretik.
Studoval hru na klavír na Novoanglické konzervatoři, za druhé světové války sloužil jako obsluha sonaru na torpédoborci USS Nicholas (DD-449). Po válce studoval na Harvardově univerzitě, kde přispíval do časopisu The Harvard Advocate, titul Master of Arts v oboru anglická literatura získal v roce 1951 na Michiganské univerzitě. Učil na The New School, stál u zrodu divadla Poets' Theatre v Cambridge, přispíval do časopisu ARTnews, napsal monografii o Jacksonu Pollockovi a od roku 1960 pracoval jako kurátor v newyorském Muzeu moderního umění.
Byl zakladatelskou a vůdčí osobností uměleckého hnutí známého jako Newyorská škola, vycházejícího ze surrealismu a expresionismu. Psal volným veršem, pro jeho poezii byl charakteristický osobní tón a náměty ze života v moderním velkoměstě, popisoval každodenní události s filozofujícím přesahem, využíval ironii a hovorový jazyk. Hlásil se k inspiraci jazzem a abstraktním malířstvím, vydal programový text Personism: A Manifesto, jeho literárními vzory byli např. Vladimir Majakovskij, Guillaume Apollinaire nebo William Carlos Williams.
Zemřel ve věku čtyřiceti let, když ho přejel automobil při dovolené na Fire Island ve státě New York. Posmrtně mu byla udělena National Book Award za poezii. Morton Feldman mu v roce 1973 věnoval skladbu For Frank O'Hara. V Polsku na jeho dílo navazovalo v devadesátých letech dvacátého století vlivné literární hnutí zvané oharyzm (česky oharismus).
Byl gay, k jeho partnerům patřili malíř Larry Rivers a spisovatel Joe LeSueur.